# Asilus maurus
Asilus maurus är en tvåvingeart som först beskrevs av Carl von Linné 1758.  Asilus maurus ingår i släktet Asilus och familjen rovflugor. Inga underarter finns listade i Catalogue of Life.